# Audi V8
El Audi V8 es un automóvil de turismo de lujo del segmento F de la firma Audi desarrollado y comercializado bajo los años 1988 y 1993, siendo su primera berlina en este segmento. Presentado en el Salón del Automóvil de París, tras la notable presencia de Quattro en el mundo de los rallys supuso la entrada de la marca en el segmento de lujo y como buque insignia presentaba todas las novedades y adelantos que tenía Audi en esa época como el motor V8 (de ahí su denominación comercial) o el sistema de tracción Quattro combinado con transmisión automática. Fue el predecesor del A8 y competía con modelos como los BMW Serie 7, Jaguar XJ, Mercedes-Benz Clase S o el Opel Senator.
Basado en la plataforma D1 (una versión extendida de la plataforma C3), la misma que utilizaban los Audi 100 y 200, siendo todo de aleación el V8 utilizaba un motor de 8 cilindros 3.6 litros que desarrollaba 250 CV de potencia  a 5.800 rpm y 340 Nm a 4.000 rpm con doble árbol de levas en cabeza y cuatro válvulas por cada cilindro. En 1991 se añadió al catálogo una versión actualizada de 4.2 litros y que alcanzaba esta vez los 280 CV y 400 Nm, que sería 0-100 km/h en 7,6 s. En referencia al equipamiento destaca de sus rivales los acabados en madera, cuero Connolly, llantas en aleación o el climatizador automático con pantalla digital.
Llegó a tener una versión para la DTM, el cual ganó en los años 1990 y 1991, y tuvo una versión alargada, conocida como V8 L, la cual alcanzaba los 5,19 metros de longitud. Se retiró del mercado con 25.000 unidades vendidas.

## Tabla de motores
|                                                           | Desplazamiento, configuración tren de válvulas | Grado de combustible     | Max. Motive Potencia en rpm (DIN 80/1269/EWG) | Max. torque en rpm           | Transmisiones                   | 0-100 km/h (62 mph) | Velocidad máxima                            | Fechas        |
| --------------------------------------------------------- | ---------------------------------------------- | ------------------------ | --------------------------------------------- | ---------------------------- | ------------------------------- | ------------------- | ------------------------------------------- | ------------- |
| 3.6 V8                                                    | 3,562 cc V8 32 válvulas DOHC                   | 95 RON (91 AKI) gasolina | 184 kW (250 CV; 247 HP) @ 5,800               | 340 N·m (251 lb·pie) @ 4,000 | 4-sp ZF 4HP24A auto 5-sp manual | 9.9 seg‡ 7.6 seg    | 232 km/h (144,2 mph)‡ 244 km/h (151,6 mph)* | 10/88 ÷ 11/93 |
| 4.2 V8                                                    | 4,172 cc V8 32 válvulas DOHC                   | 98 RON (93 AKI) gasolina | 206 kW (280 CV; 276 HP) @ 5,800               | 400 N·m (295 lb·pie) @ 4,000 | 4-sp ZF 4HP24A auto 6-sp manual | 7.7 seg‡ 6.8 seg*   | 250 km/h (155,3 mph)                        | 08/91 ÷ 11/93 |
| ‡ = con transmisión automática * = con transmisión manual |                                                |                          |                                               |                              |                                 |                     |                                             |               |